# Siège de Savannah
Guerre d'indépendance des États-Unis
Batailles
Théâtre sud de la guerre d'indépendance des États-Unis (1775-1779)
- Gunpowder Incident
- Kemp's Landing
- Snow Campaign
- Savage's Old Fields
- Great Bridge
- Norfolk
- Moore's Creek Bridge
- Rice Boats
- Sullivan's Island
- Lindley's Fort
- Thomas Creek
- Frederica
- Alligator Bridge
- Prise de Savannah
- Beaufort
- Kettle Creek
- Brier Creek
- Stono Ferry
- Siège de Savannah

Le siège de Savannah est une bataille de la guerre d'indépendance américaine qui s'est déroulée en 1779, opposant environ 2 000 Britanniques à 3 500 Français, aux trois-quarts venus des Antilles, et leurs 1 500 alliés américains.
Une année auparavant, la ville de Savannah, capitale de la colonie de Géorgie, avait été investie par le corps expéditionnaire britannique du lieutenant-colonel Archibald Campbell.
Le siège en lui-même consiste en une tentative franco-américaine de reprise de Savannah allant du 16 septembre 1779 au 18 octobre 1779. Les Français créent la surprise en mobilisant plus d'une centaine de navires aux Antilles mais les Anglais leur coupent l'accès à la ville en obstruant le canal par des vaisseaux coulés, rendant le siège complexe en termes de logistique.
Le 9 octobre 1779, un assaut majeur contre les Britanniques échoue, qui fait place à une retraite générale après de très lourdes pertes. Les Britanniques conservent le contrôle de la Géorgie jusqu'en 1782 mais renoncent à en faire le pivot de leur offensive.

## Contexte
Savannah est la capitale de la Géorgie, qui est alors une colonie de plantations, peu peuplée, qui a connu des arrivées d'esclaves noirs seulement après 1750.
La déclaration de guerre franco-espagnole met sous pression l'ennemi anglais car il doit déployer des troupes sur une beaucoup plus grande échelle, jusqu'à la Floride et l'Arc antillais. Le 29 décembre 1778, l'armée du lieutenant-colonel Campbell s'était alors emparée de Savannah, défendue par un petit millier d'Américains et d'Augusta, que ces derniers échouent à reprendre.
Un fort avait été implanté à Savannah en 1733 pour éviter le bagne à 113 colons anglais surendettés et servir de glacis entre les positions espagnoles et celles des Amérindiens. Il a fallu attendre 1765 pour que la population blanche de cette vaste colonie atteigne 18 000 personnes et 1775, un an avant la guerre d'indépendance américaine, pour le seuil 35 000 personnes.

## Champs de bataille
La ville est située à l'embouchure, de la rivière qui porte le même nom et s'enfonce dans les terres. C'est une place fortifiée de dimension modeste, gardée par seulement 400 miliciens lorsque les Anglais s'en emparent. Sa taille modeste leur permet de l'entourer d'un rideau de fortifications complémentaires sous forme d'une série de redoutes qui entourent la ville, parfois complétant des terrains marécageux à l'est de la ville qui la rend difficile à attaquer de ce côté, et parfois construites en sable, qui seront largement augmentées au cours du siège de Savannah. La ville est bâtie sur une colline escarpée dominant la rivière sur l'une de ses façades, autre barrière naturelle.
Au sein de cette série de redoutes bâtie par les anglais et complétée pendant le siège par un système de tranchées complexe, permettant de perturber le siège par des sorties, l'une, plus avancée, porte le nom de Spring Hill. Cette redoute sera visée en premier par l'assaut de l'armée française qui a cependant sous-estimé sa défense s'exposant à un feu beaucoup plus nourri que prévu, tandis qu'une partie des troupes a vu sa progression freinée par la zone de marécages dont le danger avait été sous-estimé par les stratèges militaires du comte d'Estaing. Au moment où les armées françaises et américaines doivent se replier, les chasseurs volontaires de Saint-Domingue, en liaison avec les grenadiers volontaires de cette colonie, chargent à la baïonnette une colonne britannique qui tentait de poursuivre les assiégeants en repli, mais s'étant trop approchés des ouvrages anglais, les hommes de de Saint-Domingue subirent de lourdes pertes.

## Opérations navales

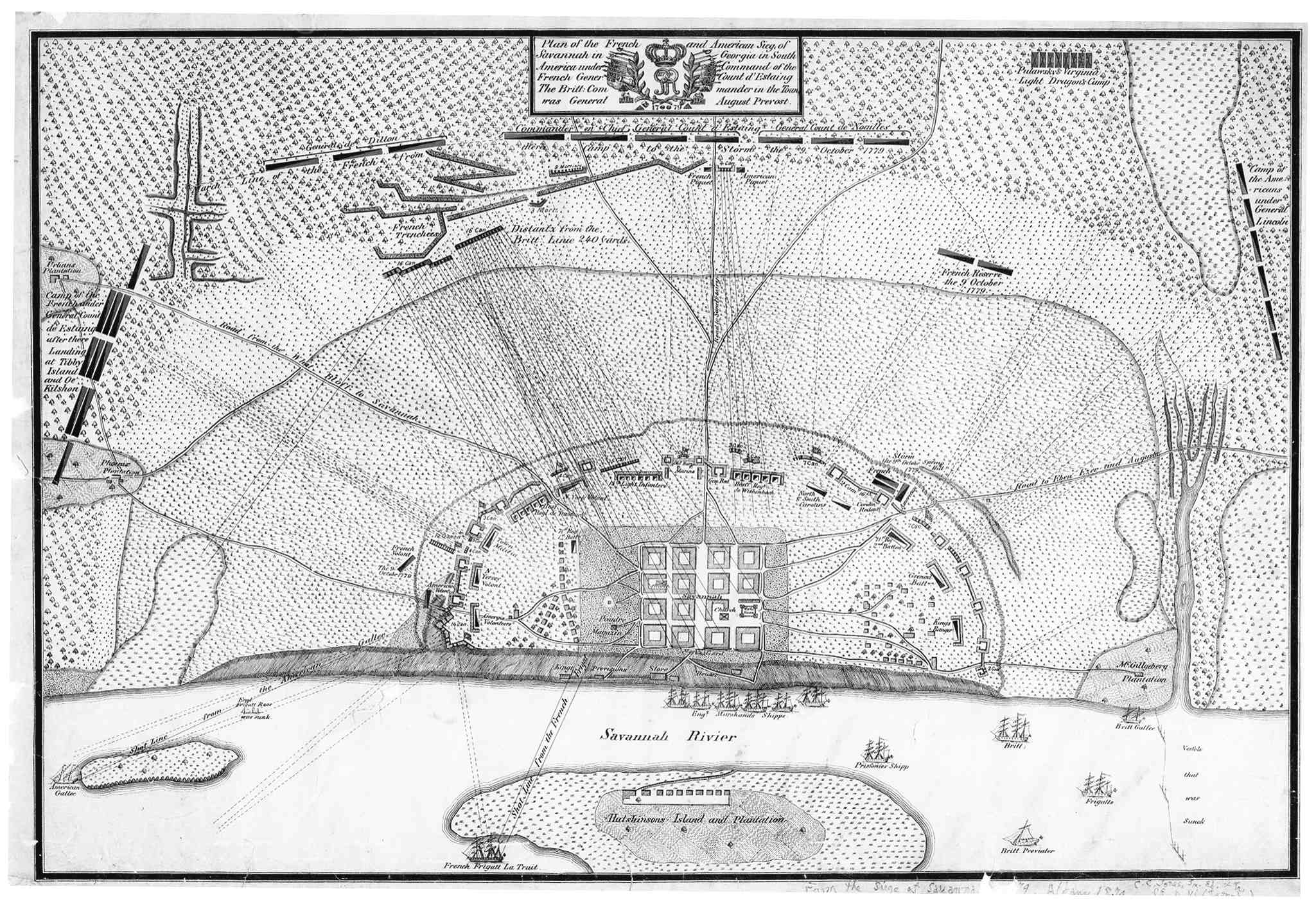
Plan du siège de Savannah ; l'attaque française, menée en collaboration avec les Américains, est un lourd échec (carte américaine de d'après un plan d'époque, université de Géorgie, 1874).

Le Siège de Savannah est essentiellement composé d'opérations terrestres. Les opérations navales ont joué un rôle car les français ont créé la surprise en amenant un corps expéditionnaire composé aux trois-quarts de soldats volontaires des Antilles, pour la plupart d'anciens esclaves noirs, tandis que les Anglais ont coulé plusieurs de leurs navires pour empêcher la flotte ennemie d'approcher.
Après la bataille navale de la Grenade (6 juillet 1779), où elle avait battu la Royal Navy, la flotte française du vice-amiral Charles Henri d'Estaing s'est ouvert un accès plus facile aux côtes de l'Amérique du Nord et dans les Antilles[réf. nécessaire].
Cependant, d'Estaing reçoit l'ordre de détacher deux escadres, sous le commandement de La Motte-Picquet et de Grasse, pour protéger respectivement Saint-Domingue et la Martinique, et de former un convoi de navires de commerce pour rentrer en France.
Cette perspective inquiète beaucoup les insurgés américains, qui n'ont pas de marine, face aux Britanniques, qui tiennent Savannah en Géorgie, et peuvent envahir la Caroline du Nord et du Sud.
Sur l'insistance du consul de France à Charlestown, d'Estaing accepte de participer à une opération conjointe avec l'Armée continentale pour prendre Savannah.

## Opérations terrestres

### Les Franco-américains deux fois plus nombreux que les Anglais
Au moment de l'assaut des Franco-américains, la garnison anglaise réunit 2 000 à 3 000 hommes et 150 miliciens, car elle a réussi à mobiliser en quelques jours une colonne de secours, munie de très nombreux canons, mais elle reste face à des assaillants deux fois plus nombreux.

### L'effet de surprise d'une armée essentiellement antillaise
L'assaut des Franco-américains s'appuie sur un effet de surprise car l'armée française, partie très modeste d'Europe, est essentiellement composée d'infanterie de marine récupérée dans les Antilles, essentiellement des anciens esclaves qui obtiennent en échange la liberté, car emporter la place de Savannah peut faire basculer la guerre, ouvrant l'accès à la grande rivière qui s'enfonce dans le continent américain.
Aux côtés des 1 500 chasseurs volontaires de Saint-Domingue, plus tard considérés en Haïti comme des héros de la Guerre d'indépendance des États-Unis, le contingent expéditionnaire parti du Cap-Français le 15 août 1779, comprend aussi 300 hommes des régiments du Cap et de Port-au-Prince et 200 autres prélevés sur la formation récente des "Grenadiers Volontaires de Saint-Domingue", soit un total de 1500 Volontaires de Saint-Domingue. S'y ajoutent 700 hommes pris à la Martinique et 850 pris à la Guadeloupe.
Ces 3 000 hommes venus des Antilles sont commandés par trois officiers vivant à Saint-Domingue, François de Fontanges, chef d'Etat-major, le marquis Laurent-François Le Noir de Rouvray, riche propriétaire de caféières et non-militaire de carrière même s'il servit au Canada et y fut blessé pendant la guerre de Sept Ans. et le lieutenant Jean-Baptiste Bernard Viénot de Vaublanc. François de Fontanges jouera un rôle clé lors de la Révolution française à Saint-Domingue.
Seulement le quart des 3 500 soldats français sont incorporés dans des unités basées normalement en Métropole : 600 détachés des régiments de Foix et de Hainaut et 300 des régiments d'Agenais, de Gâtinais, et de Cambresis en garnison dans la grande colonie à sucre. Aux 600 hommes de troupes continentales française s'ajoute 350 Américains de la milice de Charleston.

### Début du siège de septembre
La supériorité numérique des Français et des Américains auraient dû leur donner une victoire décisive, même après l'arrivée des renforts de John Maitland, qui permet à la garnison du général suisse Augustin Prévost, commandant l'armée britannique, de totaliser 2 000 à 3 000 hommes et 150 miliciens, qui tiraient à couvert : beaucoup des assaillants n'eurent pas même l'occasion de faire feu et les pertes anglaises furent insignifiantes.
Dès l'arrivée des 30 navires français à l'horizon, les Britanniques, prévenus par le renseignement, ont envoyé des messagers demander des secours, puis ont coulé dans le canal deux vaisseaux armés, quatre transports et plusieurs petits bâtiments, empêchant les vaisseaux de ligne français d'approcher réellement du rivage au risque de s'échouer.
En septembre 1779, le comte d'Estaing informe plusieurs fois Benjamin Lincoln, général américain, que les problèmes de ravitaillement et la dégradation rapide de l'état  sanitaire qui en découlent, dans un milieu tropical hostile, exigent un siège de 10 à 15 jours maximum. Le débarquement ne put s'effectuer que le 12 septembre avec de petits vaisseaux envoyés de Charleston.
Le 16 septembre 1779, la ville de Savannah fut sommée de se rendre aux armes de France alors que l'armée américaine n'était pas encore arrivée. Les loyalistes américains en prirent prétexte pour accuser les Français de vouloir faire conquête pour leur propre compte.

### Les renforts britanniques portent le nombre de canons à 80
Les britanniques demandent 24 heures pour réfléchir, prétexte pour donner le temps à John Maitland de renforcer les troupes dans Savannah par une traversée des terres difficile en raison des marécages, avec un armement qui décuple quasiment le nombre de canons, d'acheminer en quelques jours, plus de 80 canons en batteries contre une dizaine dans la place. Pendant ce temps, le major écossais James Moncrief, ingénieur en chef des Anglais renforce à toute vitesse les fortifications.
Fontange a reproché à son allié américain d'être le responsable de l'arrivée de John Maitland, qui a réduit fortement les chances de succès des Français. Selon lui, Lincoln, a négligé de le bloquer en route, comme il avait été prévu, et a préféré rechercher la gloire militaire en arrivant tôt à Savannah. L'amiral d'Estaing n'était pas au courant de cet accord et a tenté de son côté de le freiner, sans succès non plus car les pilotes de Charleston ont refusé de conduire ses navires français dans la partie praticable du réseau fluvial.

### Ouverture tardive de la tranchée
Le temps et la logistique ont joué un rôle-clé dans la Bataille. Plutôt qu'une une brusque attaque, les Français choisirent un siège en règle. Mais la distance qui les séparait de leur flotte et les complications à l'acheminement du matériel, leur firent perdre un temps précieux.
Pour leur faire perdre encore plus de temps, les Anglais ont augmenté rapidement leurs moyens de défense, grâce à plusieurs centaines d'esclaves affranchis, organises sous la direction du major écossais Monkrief, ingénieur en chef, qui perfectionnaient chaque jour les ouvrages de la ville. Pendant anglais des chasseurs volontaires de Saint-Domingue, ces hommes appelés "Loyalistes noirs", sont eux aussi immunisés contre les maladies tropicales. L'ouverture tardive, par les Français, de la vaste tranchée qu'ils avaient su rendre terriblement défensive a permis aux Anglais de noyer leurs adversaires sous un feu intense, lui concentré dans le temps, sachant que c'était le point faible des Français, après les avoir harcelé par des sorties facilités par le dispositif de défense.
Ce ne fut que le 23 au soir que les Français et les Américains ouvrirent la tranchée. Le 24 septembre, le major anglais Graham, à la tête d'un faible détachement des assiégés, fit une sortie sur les troupes françaises, qui le repoussèrent sans difficulté, mais les Français s'approchèrent si près des retranchements de la place, qu'à leur retour ils furent exposés au feu.
La nuit du 27 septembre, une nouvelle sortie eut lieu sous la conduite du major anglais, Mac-Arthur. Elle jeta un tel trouble chez les assiégeants que les Français et les Américains, dans la plus grande confusion, tirèrent quelque temps les uns sur les autres.

### Les assauts ratés des 8 et 9 octobre
À partir du 3 octobre, les pilonnent la ville pendant cinq jours avec leurs canons péniblement débarqués des bateaux, terrorisant les civils  avec « plus d'un millier » de projectiles incendiaires mais sans rompre les fortifications.
Assiégeants et assiégés se canonnèrent ainsi sans grand résultat jusqu'au 8 octobre. Ce jour-là, Pierre Charles L'Enfant, major de l'armée américaine, marcha avec 5 hommes à travers un feu très vif pour mettre le feu aux abattis. L'humidité du bois l'en empêcha.
Les ingénieurs français, ne croyaient plus à un succès rapide par un siège en règle, et les officiers de marine rappelaient les périls menaçant la flotte.
Le comte d'Estaing se détermina à livrer l'assaut le 9 octobre. La redoute de Spring hill a été perçue à tort comme le point faible du dispositif anglais, complétant les défenses naturelles, au nord de la ville, un bois marécageux, le Yamacraw swamp, et à l'ouest une falaise. Une partie des troupes d'assaut censée attaquer cette redoute sont arrivées en retard, le bois marécageux censé leur apporter une couverture s'étant révélé un piège et le rendez vous de 4 heures du matin n'a pu être honoré.
L'attaque, censée créer la surprise, démarre avec une heure et demie de retard. Alors qu'il fait encore nuit, le son des cornemuses écossaises « suscite des frissons »  chez les assaillants, qui espéraient réveiller l'ennemi. La milice américaine lance deux fausses attaques de diversion, mais sans trop géner le feu nourri des Britanniques qui met assez rapidement le front de la colonne en désordre. Jean Gaspard de Vence, commande l'avant-garde française de 80 hommes, qui atteint tout juste redoute. En nombre insuffisant, les assaillants sont pris entre trois feux des Anglais, et ceux pris dans le marécage constituent des cibles faciles.

### Sortie à la baïonette des troupes britanniques
Jean Gaspard de Vence repasse le fossé dans l'autre sens et avec ses quelques grenadiers emporte l'amiral D'Estaing, blessé. Le colonel Maitland ordonne une sortie pour les poursuivre à la baïonette, dans l'un des combats au corps à corps les plus âpres de la guerre et le plus meurtrier depuis la bataille de Bunker Hill qui avait eu lieu quatre ans plus tôt à Boston, le 17 juin 1775. En moins d'une heure on compte 521 victimes françaises et 231 américaines, pour seulement un mort et 39 blessés côté Anglais. Comble de malchance, et contribuant à la cacophonie, la charge de cavalerie du comte Pulaski à travers les redoutes se perd dans les brouillards et vient percuter l'infanterie alliée, les soldats l'évitant en retombant dans la zone marécageuse où ils tombent nez à nez avec les Américains en retard.
Selon le major Thomas Pickeney, « les scènes de confusion qui sont alors apparues ont rarement été égalées ». Les assaillants, après avoir subi le feu des ennemis pendant 55 minutes, sont en grande difficulté du fait du nombre énorme de morts et de blessés. Ils tentent une retraite générale, qui est facilitée par les attaques de diversion menées pour freiner une contre-attaque ennemie, par les chasseurs volontaires de Saint-Domingue et le général polonais Casimir Pulaski, atteint d'une blessure mortelle en tentant sans succès d'entrer dans la ville, entre les redoutes, avec 200 cavaliers américains.

### Retraite après le combat
La retraite des Français est décidée sans accord des Américains qui doivent à leur tour se retirer le 18 octobre. L'échec de l'Amiral d'Estaing sera cependant moins vilipendé que le précédent à Newport.
La flotte françaises part au soir du 28 octobre de Savannah, pour revenir Saint-Domingue la Guadeloupe et la Martinique, mais une tempête surprend deux de ses escadres près des Lucayes, où la flotte britannique en embuscade s'empare de trois de ses navires: l'Alomène, la Blanche et la Fortunée. Les Anglais capturent des prisonniers enmenés à la Jamaïque.
La ville entière de Savannah a été détruite par le bombardement, et un mois plus tard subit un hiver anormalement froid pour la région, le pire de son histoire. Mais en conservant Savannah, les Anglais peuvent tenter à leur tour un nouvel assaut contre Charleston. Les Anglais reprennent Charlestown en 1780 et attaquent la Caroline par voie terrestre, enclenchant une terrible guerre civile dans l'arrière-pays.

## Bilan et historiographie
Deux fois blessés, D'Estaing secouru par lieutenant Laurent Truguet avait correctement anticipé le danger du facteur temps. Lors de la sommation, il n'y avait pas dix canons anglais mais les défenses et tranchées improvisées par le major écossais Moncrief, ont permis au général Prévost et au lieutenant-colonel Maitland d'acheminer en quelques jours, plus de 80 canons en batteries, d'où les lourdes pertes du camp d'en face.
Les Anglais, bien que deux fois moins nombreux, n'ont eu quasiment aucune victime car protégés par les remparts, d'après l'auteur de "How the black". Selon David Ramsay, chirurgien-major américain de la campagne de Savannah, dans son "History of American Revolution", et Hugh MacCall, officiers des mêmes troupes, dans son "History of Georgia", s'accordent pour estimer les pertes générales des effectifs d'attaque se sont élevées à 1133 hommes, dont 821 Français et 312 Américains.
Les premiers ont été proportionnellement plus touchés car il y avait 3500 assaillants français pour 1500 américains. Un document des Archives Nationales de Paris donne une autre estimation beaucoup plus basse de 16 officiers et 168 soldats tués. La vigueur de l'attaque gène cependant les Anglais, qui renoncent à leur grande offensive et se décident ensuite de se retirer de Caroline.
L'action du corps des chasseurs volontaires de Saint-Domingue est saluée dans le Journal du siège rédigé par Antoine O'Connor et annoté par le chef de l'expédition française : il a sauvé l'armée franco-américaine de pertes très lourdes car il a couvert efficacement sa retraite ,.
Le siège de la bataille de Savannah est commenté par Antoine-Térence O'Connor, de la brigade irlandaise, capitaine du corps royal français du génie : « Ce fut un carnage affreux… Le général Pulaski est mortellement blessé, le vicomte de Béthisy blessé de deux coups de feu, le vicomte de Fontanges, major-général, chef d'état-major de l'amiral d'Estaing, dangereusement blessé, Monsieur Brown, major du Dillon est tué, le baron de Steding est blessé et peu après Monsieur le général-amiral d'Estaing est  blessé au bras. Tout cela répand la plus grande confusion. Les avant-gardes chargent une deuxième fois et sans succès, le désordre augmente, la plupart des chefs sont blessés… Les avant-gardes donnent pour la troisième fois, soutenus par les troupes que le général venait de rassembler. La charge fut longue, le canon des ennemis fit un grand ravage… Monsieur le général, blessé pour la deuxième fois d'une balle qui lui traversa la jambe, témoin du désordre qui commençait à se renouveler, fait battre en retraite à Monsieur le vicomte de Noailles… Cette action n'a pas duré plus d'une heure, elle a été très vive. Il parait que certains déserteurs américains avaient averti la veille les ennemis du point d'attaque. »
Ce témoignage de première main est accompagné d'annotations personnelles de l'amiral d'Estaing : « Le journal du siège de Savannah rédigé par M. Antoine O'Connor étant véridique et me paraissant bien fait, je crois devoir le mettre sous les yeux sans y rien changer et tel qu'il m'a été envoyé par cet ingénieur du roi, seul embarqué avec moi. Il a conduit tous les travaux avec autant d'intelligence que de bravoure. Il s'était déjà très distingué à la prise de la Grenade. »

## Conséquences

### Dans les Antilles et en Haiti
Cette bataille est connue dans l'histoire d'Haïti, pour la participation de la célèbre brigade des 1500 Chasseurs volontaires de Saint-Domingue, considérés en Haïti comme des héros de la Guerre d'indépendance des États-Unis.
Henri Christophe futur président d'Haïti, a fait partie de ces troupes. Parmi les combattants, plusieurs officiers blancs devinrent ensuite des figures des réfugiés français de Saint-Domingue en Amérique, d'autres de la Révolution française.
D'Estaing, gravement blessé et jugeant la saison trop avancée pour de nouvelles opérations, revient à ses premières instructions et ramène la flotte vers les Antilles. Le Magnifique, très endommagé, est renvoyé à la Martinique avec l’Annibal et le Réfléchi : éprouvés en route par les tempêtes, ils y arriveront entre le 20 et le 27 novembre. De Grasse, après avoir s'être approvisionné en farines dans la Chesapeake, repart pour les Antilles avec les Robuste, Fendant, Diadème, Sphinx, Iphigénie et Alceste ; le mauvais temps oblige le Fendant à rentrer dans la Chesapeake et il n'arrivera à la Martinique qu'en janvier 1780. Le reste de la flotte rentre en France en ordre dispersé, soit par Toulon, soit par les ports de l'Atlantique.

### Aux États-Unis
Immédiatement après l'insuccès de cette entreprise, la milice américaine, forte d'un millier d'hommes, retourne dans ses foyers. Le major général Benjamin Lincoln se retire dans Charleston où il tente de convaincre le congrès de Caroline du Sud de lever de nouvelles troupes : il n'obtient que partiellement satisfaction. En février 1780, le général britannique Henry Clinton débarque en Caroline du Sud avec des forces importantes et conduit le siège de Charleston entre mars et mai 1780 : Lincoln est obligé de capituler. La situation des Américains ne s'améliorera qu'avec l'arrivée du second corps expéditionnaire français en juillet 1780.

## Ordre de bataille

### Les 30 navires français
Le 16 août, la flotte de D'Estaing part de Cap-Français, capitale de Saint-Domingue, avec 30 vaisseaux et 3 000 soldats des garnisons de Saint-Domingue et de la Martinique. Elle comprend les unités suivantes : 
- Vaisseaux de 80 canons :
  - Languedoc, vaisseau de pavillon du vice-amiral ;
  - Tonnant, chef d'escadre Barras de Saint-Laurent ;
- Vaisseaux de 74 canons :
  - César,
  - Annibal,
  - Robuste,
  - Fendant,
  - Diadème,
  - Marseillais,
  - Zélé,
  - Guerrier,
  - Hector ;
- Vaisseau de 70 canons :
  - Dauphin Royal ;
- Vaisseaux de 64 canons :
  - Sphinx,
  - Artésien,
  - Réfléchi,
  - Vengeur,
  - Fantasque,
  - Provence,
  - Vaillant ;
- Vaisseau de 50 canons :
  - Sagittaire ;

- Frégates :
  - Amazone, Chimère, Iphigénie, Fortunée, Blanche, Boudeuse, Cérès ;
- Corvettes :
  - Ellis, Lively
- Flûtes :
  - Bricole, Truite ;
- Côtre :
  - Alerte ;
- Goëlette :
  - Actif[19].

Le 31 août, la flotte entre dans la rivière de Savannah. Son arrivée prend les Britanniques au dépourvu mais, le 2 septembre, un ouragan endommage plusieurs navires. L’Amazone (capitaine La Pérouse), le Sagittaire, la Lively et l'Ellis sont placées en observation sur les différents bras de la rivière de Savannah tandis que l'escadre de La Motte-Picquet prend ses dispositions pour débarquer. Le 9 septembre, elle franchit la barre et s'empare de l'île Tybee mais il lui faut encore 3 jours pour trouver une aire de débarquement convenable ; puis un nouveau coup de vent oblige la flotte à s'éloigner de la côte.

### Troupes alliées
Les troupes alliées sont sous le commandement du major général Benjamin Lincoln Michael Thomas van Vuuren (en)
| Continental Army - 1re brigade sous le commandement du général de brigade Lachlan McIntosh - 1st South Carolina Regiment (en) - 3rd South Carolina Regiment (en) - 4th South Carolina Regiment (en) - 6th South Carolina Regiment (en) - 2e brigade sous le commandement du général de brigade Isaac Huger (en) - Régiment de l'armée continentale de Huger - Milice de Caroline du Sud de Skirving - Milice de Caroline du Sud de Harden - Milice de Caroline du Sud de Garden - Brigade de la milice de Géorgie - Milice de Géorgie de Few - Milice de Géorgie de Dooley - Milice de Géorgie de Twig - Milice de Géorgie de Middleton - Milice de Charleston - 2e brigade de milice - Troupes légères | Armée française (détachements où bataillons complets) Sous le commandement de l'amiral Charles Henri d'Estaing - Régiment de Champagne - Régiment d'Auxerrois - Régiment d'Agénois - Régiment de Cambrésis - Régiment de Hainaut - Régiment de Foix - Régiment de Walsh - Régiment du Cap - Régiment de la Martinique - Régiment de la Guadeloupe - Régiment du Port-au-Prince - Régiment de Metz artillerie |

### Troupes anglaises
Sous le commandement du major général Augustine Prévost
- 16th Regiment of Foot (en)
- 71st Regiment of Foot, Fraser's Highlanders (en)
- South Carolina Dragoons (régiment provincial)
- New York Volunteers (en)
- North Carolina Royalist Regiment (régiment provincial)
- De Lancey's Brigade (en) (1 bataillon)
- King's Rangers (en) (régiment provincial)
- 2 régiments allemands
- Milice loyaliste de Caroline du Sud
- Milice loyaliste de Géorgie
- Royal Marines (détachement)
- Artilleurs de marine servant dans la batterie navale
- 100 canons, obusiers et mortiers faisant partie des défenses de Savannah, y compris une batterie navale

## Archéologie
En 2006, des archéologues avec le Coastal Heritage Society et le LAMAR Institute ont découvert des portions de fortifications à Spring Hill. Le choc de l'attaque contre les Britanniques du 9 octobre 1779, a été concentré sur ce point. Cette découverte passe pour les premières traces du champ de bataille examinées à l'époque contemporaine.

### Sources et bibliographie

#### En français
- Antoine O'Connor, avec les observations du comte d'Estaing, Journal du siège de Savannah septembre-octobre 1779 (manuscrit) (lire en ligne)
- Pascal Cyr et Sophie Muffat, La guerre d'indépendance américaine, Paris, Passé-Composés, 2023, 512 p.
- Michel Vergé-Franceschi, La Marine française au XVIIIe siècle, Sedes, novembre 1996, 451 p. (ISBN 978-2-7181-9503-2)
- Michel Vergé-Franceschi (dir.), Dictionnaire d’Histoire maritime, Paris, éditions Robert Laffont, coll. « Bouquins », 2002, 1508 p. (ISBN 2-221-08751-8 et 2-221-09744-0).
- Étienne Taillemite, Histoire ignorée de la marine française, Paris, éditions Perrin, 1988, 460 p. (ISBN 2-262-02050-7)
- Jean-Christian Petitfils, Louis XVI, éditions Perrin, avril 2005, 1116 p. (ISBN 978-2-262-01484-1)
- Georges Lacour-Gayet, La marine militaire de France sous le règne de Louis XVI, Paris, éditions Honoré Champion, 1905 (lire en ligne)
- Louis Édouard Chevalier, Histoire de la marine française pendant la guerre de l'indépendance américaine, précédée d'une étude sur la marine militaire de la France et sur ses institutions depuis le commencement du XVIIe siècle jusqu'à l'année 1877, Paris, éditions Hachette, 1877 (lire en ligne)
- Patrick Clarke de Dromantin, Les réfugiés jacobites dans la France du XVIIIe siècle. L'exode de toute une noblesse pour cause de religion, Presses universitaires de Bordeaux, Pessac, 2005, p. 202-214, 448-449,  (ISBN 978-2-86781-362-7) (aperçu)
- Onésime-Joachim Troude, Batailles navales de la France, Volume 2, Paris, 1867, p. 41-46

#### En anglais
- (en) Alfred Thayer Mahan, The major operations of the navies in the war of American independence, Boston, Little, Brown, and company, 1913 (lire en ligne)
- (en) William Laird Clowes, The Royal Navy : a history from the earliest times to the present, vol. IV, Londres, Sampson Low, Marston & Co., 1898 (lire en ligne)
- (en) Brian Tunstall, Naval warfare in the age of sail : The Evolution of Fighting Tactics 1650-1815, Londres, Conway Maritime Press, 1990, 278 p. (ISBN 0-85177-544-6)
- Francis Lieber, Encyclopaedia Americana: A Popular Dictionary of Arts, Sciences ..., Volume 7, Philadelphia, 1854, p. 559